# Timothy Chandler
Timothy Chandler (Francoforte sul Meno, 29 marzo 1990) è un calciatore tedesco naturalizzato statunitense, difensore o centrocampista dell'Eintracht Francoforte.

## Carriera

### Club
Crebbe calcisticamente nella squadra della sua città natale, l'Eintracht Francoforte.
Nella stagione 2010-11 passò al Norimberga tornando solo nella stagione 2014-15 a giocare per l'Eintracht.

### Nazionale
Viene convocato per la Copa América Centenario negli Stati Uniti, ma non può parteciparvi per infortunio e viene sostituito da Édgar Castillo.

## Palmarès

### Club

#### Competizioni nazionali
- Coppa di Germania: 1

Eintracht Francoforte: 2017-2018

#### Competizioni internazionali
- UEFA Europa League: 1

Eintracht Francoforte: 2021-2022